# Where the Lights Are Low
Where the Lights Are Low (englisch für „Wo die Lichter schwach sind“) ist ein Lied des deutschen DJs Felix Jaehn, in Kooperation mit dem österreichischen DJ Toby Romeo und dem niederländischen DJ Faulhaber. Das Stück basiert auf der Melodie zu The Riddle von Nik Kershaw.

## Entstehung und Artwork
Where the Lights Are Low wurde von den drei Interpreten selbst, gemeinsam mit den Koautoren Nik Kershaw, Benjamin Samama und Joren van der Voort geschrieben. Die drei Interpreten waren zudem gemeinsam für die Produktion zuständig. Abgemischt, gemastert und programmiert wurde das Stück unter der Leitung des österreichischen Tontechnikers Nikodem Milewski. Bei der Programmierung erhielt Milewski Unterstützung durch Jaehn und Romeo. Jaehn und Romeo tätigten des Weiteren auch Teile der Instrumentation, sie spielten zusammen das Keyboard und das Schlagzeug ein. Darüber hinaus spielte der Musiker Johannes Winkler die Streichinstrumente ein.
Auf dem größtenteils schwarz-weiß gehaltenen Frontcover der Single sind – neben Künstlernamen und Liedtitel – zwei übereinander liegende Hände zu sehen. Die Hände treten diagonal von links oben und rechts unten in das Coverbild ein und überschneiden sich in der Mitte. Eine Hand wird bläulich, die andere mit rötlichem Licht bestrahlt. Die Interpretenangeben befinden sich in der linken oberen Ecke, der Liedtitel in der rechten unteren.

## Veröffentlichung und Promotion
Die Erstveröffentlichung von Where the Lights Are Low erfolgte als Download und Streaming am 22. Januar 2021. Die Veröffentlichung erfolgte als Einzeltrack durch das Musiklabel Virgin Records, der Vertrieb erfolgte durch Universal Music Publishing. Verlegt wurde das Lied durch Collaection Edition, Concord Songs, Musicallstars Publishing, Samama Music Group und Spirit Two Music.
Erstmals wurde das Lied durch Toby Romeo beworben, der am 18. Januar 2021 einen Teaser mit den Worten: „Friday 22.01.21!“ auf seinem Instagram-Profil hochlud. Mit der Veröffentlichung des Beitrags konnte man das Stück fortan vorbestellen. Jaehn bewarb das Stück erstmals zwei Tage später auf seinem Instagram-Profil.

## Hintergrundinformation
Felix Jaehn und Toby Romeo trafen sich erstmals bei einem Event in Italien im Jahr 2018, als Romeo im Vorprogramm von Jaehn spielte. Jaehn holte ihn hierbei nach nur 20 Minuten wieder von der Bühne. Das wollte Romeo nicht hinnehmen, also sprach er Jaehn Backstage nach seinem Auftritt darauf an. Jaehn habe sich entschuldigt, allerdings nahm Romeo diese nur an, wenn er ihm einige Songs vorspielen dürfe. Daraufhin überreichte er ihm einige Demoaufnahmen und sie tauschten ihre Handynummern aus. Jaehn zeigte sich so begeistert von Romeos Arbeit, dass er zu seinem Mentor wurde. Jaehn selbst äußerte sich wie folgt: „Ich war direkt geflashed von seinem Level seiner Produktionsskills in so jungem Alter. Vor allem auch von seinem Drive, seiner Energie und Leidenschaft. Ich hab’s einfach sofort gespürt. Der Junge will ganz nach oben. Er hat mich in dem Moment inspiriert und ist das erste Talent, das ich unbedingt fördern wollte und möchte. […] Ich bin sehr dankbar, dass ich Toby auf seiner Reise begleiten und mit Input füttern darf.“ Bevor die beiden mit Where the Lights Are Low ihre erste gemeinsame Single veröffentlichten, tätigte Romeo bereits zwischen 2019 und 2020 Remixe zu den Jaehn-Singles: All the Lies, Sicko und No Therapy. Darüber hinaus fungierte Romeo auch als Koproduzent vom Jaehn-Remix zu Some Say.

## Inhalt
Der Liedtext zu Where the Lights Are Low ist in englischer Sprache gehalten und bedeutet ins Deutsche übersetzt so viel wie „Wo das Licht schwach ist“. Die Musik und der Text wurden gemeinsam von Faulhaber, Felix Jaehn, Nik Kershaw, Toby Romeo, Benjamin Samama und Joren van der Voort geschrieben beziehungsweise komponiert. Musikalisch bewegt sich das Lied im Bereich des Dance-Pops und basiert auf der Melodie von Kershaws The Riddle. Die Idee zur Neuauflage von The Riddle stammte von Faulhaber. Das Tempo beträgt 124 Schläge pro Minute. Die Tonart ist as-Moll. Inhaltlich geht es in Where the Lights Are Low um ein Treffen zweier Personen, das zu Sex führt.
Aufgebaut ist das Lied auf zwei Strophen, einem Refrain, einem Intro sowie einem Outro. Es beginnt zunächst mit dem Intro, das lediglich aus der Zeile: „Come and meet me where the lights are low“ besteht. Darauf folgt die erste Strophe, an die sich zunächst ein sogenannter „Pre-Chorus“ anschließt, ehe der eigentliche Refrain folgt. Der Refrain klingt mit dem sogenannten „Post Chorus“ aus. Der gleiche Vorgang wiederholt sich mit der zweiten Strophe. Nach dem zweiten Refrain endet das Lied mit dem Outro. Das Outro setzt sich aus der sich zweifach wiederholenden Zeile: „Na-na-na-na-na-na-na-na-na-na-na-na“ sowie der zum Abschluss sich wiederholenden Zeile: „Come and meet me where the lights are low“ zusammen. Der Hauptgesang des Liedes stammt vom britischen Singer-Songwriter Jordan Shaw; Faulhaber, Jaehn und Romeo wirken lediglich als Studiomusiker an dem Stück mit.

“I’ve been thinking ’bout you every night, every day.

I can tell your body feel the same, feel the same.

Put our hands in places we don’t want them to know.

Come and meet me where the lights are low.”

„Ich habe jede Nacht an dich gedacht, jeden Tag.

Ich kann dir sagen, dass dein Körper das gleiche fühlt, das gleiche fühlt.

Legen unsere Hände an Stellen, von denen sie nichts Wissen sollen.

Treffe mich dort, wo das Licht schwach ist.“

## Musikvideo
Zu Where the Lights Are Low wurden zwei offizielle Videos veröffentlicht. Zunächst erschien ein Visualizer am 22. Januar 2021 auf YouTube. Dieser entstand durch The Peak vom tpeakstudio und zeigt größtenteils die Silhouette eines Mannes und einer Frau, die sich nahe kommen. Das eigentliche Musikvideo wurde bei Black Box Music in Berlin gedreht und feierte seine Premiere am 24. März 2021 auf YouTube. Das Video zeigt die Beziehung zweier Menschen zueinander, verkörpert durch die Schauspieler Rosa Marga Dahl und Elias Ehoulan. Es zeigt hauptsächlich Szenen, in denen beide sich körperlich näher sind. Man sieht sich auch separat voneinander, allerdings denken sie in den Momenten an den anderen oder sie telefonieren miteinander. Darüber hinaus sind die beiden in einigen Szenen auch einzeln tanzend, in durchsichtigen Würfeln, zu sehen. Die Gesamtlänge des Videos beträgt 2:15 Minuten. Regie führte Daniel Priess. Bis heute zählt das Musikvideo über 1,7 Millionen Aufrufe bei YouTube.

## Mitwirkende
| Liedproduktion - Faulhaber: Komponist, Liedtexter, Musikproduzent - Felix Jaehn: Keyboard, Komponist, Liedtexter, Musikproduzent, Programmierung, Schlagzeug - Nik Kershaw: Komponist, Liedtexter - Nikodem Milewski: Abmischung, Mastering, Programmierung - Toby Romeo: Keyboard, Komponist, Liedtexter, Musikproduzent, Programmierung, Schlagzeug - Benjamin Samama: Komponist, Liedtexter - Jordan Shaw: Gesang - Joren van der Voort: Komponist, Liedtexter - Johannes Winkler: Streichinstrumente Unternehmen - Collaection Edition: Verlag - Concord Songs: Verlag - Musicallstars Publishing: Verlag - Samama Music Group: Verlag - Spirit Two Music: Verlag - Universal Music Publishing: Vertrieb - Virgin Records: Musiklabel | Musikvideo - Chris Baer: Visagist - Rosa Marga Dahl: Schauspieler - Clemens Dronski: Drohnenführer - Elias Ehoulan: Schauspieler - Alexander Pahl: Filmproduzent - The Peak: Visualizer - Daniel Priess: Filmeditor, Kameramann, Regisseur - Jan Schneider: Beleuchter |

## Rezensionen
Das DJ Magazine beschrieb Where the Lights Are Low als „absoluten Gute-Laune-Song“ und vorprogrammierten „Ohrwurm“.
Jennifer Metaschk von 1 Live ist der Meinung, dass die Künstler mit Where the Lights Are Low nicht nur einen Titel mit „integriertem Ohrwurm“ geschaffen hätten, sondern auf einen „richtigen Trend“ im EDM aufgesprungen seien („Alte Ohrwürmer neu aufziehen“).
Henry Einck vom deutschsprachigen Online-Magazin Dance-Charts stufte das Lied als „potenziellen Radio-Hit“, das ein erfolgreiches Konzept verfolge. Das Grundprinzip des Titels erinnere stark an Jaehns letztjährigem Remix zu Some Say, wobei Blue (Da Ba Dee) von Eiffel 65 die Basis war. In Sachen Sound gingen die Produzenten keine neuen Wege. Auf die Melodie habe man „eingängige Lyrics“ geschrieben, die beim Hörer „Eindruck“ hinterließen. Der Gesang würde dabei von einem Instrumental begleitet, das sich nicht groß in den Vordergrund dränge.

## Kommerzieller Erfolg

### Chartplatzierungen
Where the Lights Are Low verfehlte in seiner ersten Verkaufswoche zunächst den Einstieg in die deutschen Single Top 100, platzierte sich jedoch an der Chartspitze der Single-Trend-Charts vom 29. Januar 2021. In der zweiten Chartwoche folgte schließlich der Einstieg in die Singlecharts. Where the Lights Are Low erreichte in Deutschland mit Rang 33 seine beste Chartnotierung und platzierte sich 18 Wochen in den Top 100. In den deutschen Dancecharts erreichte die Single Rang zehn und in den deutschen Streamingcharts Rang 68. Darüber hinaus platzierte sich Where the Lights Are Low mehrere Tage in deutschen iTunes-Tagesauswertungen und erreichte mit Rang 45 seine höchste Chartnotierung am 23. Januar 2021. In Österreich platzierte sich die Single 14 Wochen in den Charts und erreichte mit Rang 40 seine Höchstplatzierung. Des Weiteren erreichte das Lied die Chartspitze der polnischen Airplaycharts.
Für Jaehn als Interpret ist dies, inklusive des Charterfolgs mit seinem Musikprojekt Eff, der 19. Charterfolg in Deutschland sowie der 16. in Österreich. Als Musikproduzent erreichte Jaehn hiermit zum 18. Mal die Charts in Deutschland und zum 15. Mal die Charts in Österreich. In seiner Autorentätigkeit ist es sein 16. Charterfolg in Deutschland sowie sein 14. in Österreich. Kershaw erreichte als Autor hiermit zum 16. Mal die deutschen Singlecharts sowie zum siebten Mal die Charts in Österreich. Es ist das fünfte Mal, dass eine Variation seines Liedes The Riddle die deutschen Charts erreichte. Für Faulhaber, Romeo, Samama und van der Voort ist es in allen Funktionen der jeweils erste Charterfolg in den deutschen und österreichischen Singlecharts.
| ChartsChartplatzierungen | Höchstplatzierung | Wochen |
| ------------------------ | ----------------- | ------ |
| Deutschland (GfK)        | 33 (18 Wo.)       | 18     |
| Österreich (Ö3)          | 40 (14 Wo.)       | 14     |

### Auszeichnungen für Musikverkäufe
Am 11. August 2021 erhielt Where the Lights Are Low eine Goldene Schallplatte für über 25.000 verkaufte Einheiten in Polen. Anfang Mai 2022 folgte die Verleihung einer Goldenen Schallplatte in Deutschland für 200.000 verkaufte Einheiten.

| Land/Region        | Auszeichnungen für Musikverkäufe (Land/Region, Auszeichnung, Verkäufe) | Verkäufe |
| ------------------ | ---------------------------------------------------------------------- | -------- |
| Deutschland (BVMI) | Gold                                                                   | 200.000  |
| Polen (ZPAV)       | Gold                                                                   | 25.000   |
| Insgesamt          | 2× Gold ·                                                              | 225.000  |